# Знаки почтовой оплаты СССР (1991)

Зна́ки почто́вой опла́ты СССР (1991) — перечень (каталог) знаков почтовой оплаты (почтовых марок), введённых в обращение дирекцией по изданию и экспедированию знаков почтовой оплаты Министерства связи СССР в 1991 году.
С 4 января по 12 декабря 1991 года было выпущено 87 почтовых марок, в том числе 80 памятных (коммеморативных), три стандартные двенадцатого выпуска (1976—1992) и четыре стандартные тринадцатого выпуска (1988—1992). Тематика коммеморативных марок охватывала юбилеи государственных деятелей, выдающихся деятелей науки и культуры, представителей фауны и флоры страны, знаменательные даты и другие события. В обращение были введены марки номиналом от 0,05 до 1,00 рубля. Последние четыре коммеморативные марки СССР выпущены 12 декабря 1991 года и были представлены серией миниатюр, объединённой единой темой «Отечественные историки»: В. Н. Татищев, Н. М. Карамзин, С. М. Соловьёв и В. О. Ключевский. Поступило в обращение 13 видов односторонних почтовых карточек с оригинальной маркой и 12 конвертов с оригинальной маркой. Знаки почтовой оплаты печатались на предприятиях Гознака Министерства финансов СССР.
В середине 1991 года состоялось Всесоюзное совещание по разработке концепции единой эмиссионной политики государственных знаков почтовой оплаты СССР, на котором присутствовали руководители Министерства связи СССР, Издатцентра «Марка», Союза филателистов СССР и полномочные представители союзных республик. На совещании был принят документ, согласно которому планировалось издавать не более 80 почтовых марок в год, из них 60 для республик (по 4 марки на каждую республику), 20 марок общесоюзной тематики. Указанные марки должны были издаваться с атрибутикой «Почта СССР» и символикой республики. При Министерстве связи СССР планировалось создание комиссии по почтовым эмиссиям, основными задачей которой должно было быть определение тематического плана издания почтовых марок. В состав создаваемой комиссии должны были войти представители Минсвязи СССР, ИТЦ «Марка», Союза филателистов СССР и по два представителя от каждой республики, от Латвии, Литвы и Эстонии с правом совещательного голоса. Однако, в связи с последующими событиями приведшими к распаду Советского Союза, этот документ так и не был реализован.

## Список коммеморативных (памятных) марок
Порядок следования элементов в таблице соответствует номеру по каталогу марок СССР (ЦФА), в скобках приведены номера по каталогу «Михель».
| № по каталогу                                                                 | Изображение | Описание и источники | Номинал        | Дата выпуска         | Тираж     | Художник                                     |
| ----------------------------------------------------------------------------- | ----------- | --- | -------------- | -------------------- | --------- | -------------------------------------------- |
| (ЦФА [АО «Марка»] № 6279) (Mi #6158)                                          |             | Серия «Фауна Чёрного моря»: - Корнерот (Rhizostoma pulmo). | 0,04 руб.      | 4 января 1991 года   | 4 500 000 | А. Исаков                                    |
| (ЦФА [АО «Марка»] № 6280) (Mi #6159)                                          |             | Серия «Фауна Чёрного моря»: - Морской анемон (Anemonia sulcata). | 0,05 руб.      | 4 января 1991 года   | 3 800 000 | А. Исаков                                    |
| (ЦФА [АО «Марка»] № 6281) (Mi #6160)                                          |             | Серия «Фауна Чёрного моря»: - Катран (Squalus acanthias). | 0,10 руб.      | 4 января 1991 года   | 3 500 000 | А. Исаков                                    |
| (ЦФА [АО «Марка»] № 6282) (Mi #6161)                                          |             | Серия «Фауна Чёрного моря»: - Хамса (Engraulis encrasicolus). | 0,15 руб.      | 4 января 1991 года   | 3 000 000 | А. Исаков                                    |
| (ЦФА [АО «Марка»] № 6283) (Mi #6162)                                          |             | Серия «Фауна Чёрного моря»: - Афалина (Tursiops truncatus). | 0,20 руб.      | 4 января 1991 года   | 2 800 000 | А. Исаков                                    |
| (ЦФА [АО «Марка»] № 6284) (Mi #6163)                                          |             | 75-летие со дня рождения П. П. Кереса (1916—1975). | 0,15 руб.      | 7 января 1991 года   | 1 800 000 | Борис Илюхин                                 |
| (ЦФА [АО «Марка»] № 6285) (Mi #6164)                                          |             | 5-летие Чернобыльской трагедии. | 0,15 руб.      | 22 января 1991 года  | 1 500 000 | М. Верхоланцев                               |
| (ЦФА [АО «Марка»] № 6286) (Mi #6165)                                          |             | Серия «Российская пейзажная живопись»: - 150 лет со дня рождения А. И. Куинджи: «Вечер на Украине» (1878). | 0,10 руб.      | 25 января 1991 года  | 3 000 000 | Оформление А. Жарова                         |
| (ЦФА [АО «Марка»] № 6287) (Mi #6166)                                          |             | Серия «Российская пейзажная живопись»: - 150 лет со дня рождения А. И. Куинджи: «Берёзовая роща» (1879). | 0,10 руб.      | 25 января 1991 года  | 3 000 000 | Оформление А. Жарова                         |
| (ЦФА [АО «Марка»] № 6288) (Mi #6167)                                          |             | Серия «Российская пейзажная живопись»: - 200 лет со дня рождения С. Ф. Щедрина: «Берег Сорренто с видом на остров Капри» (1826). | 0,10 руб.      | 25 января 1991 года  | 3 000 000 | Оформление А. Жарова                         |
| (ЦФА [АО «Марка»] № 6289) (Mi #6168)                                          |             | Серия «Российская пейзажная живопись»: - 200 лет со дня рождения С. Ф. Щедрина: «Новый Рим. Вид на замок св. Ангела» (1823). | 0,10 руб.      | 25 января 1991 года  | 3 000 000 | Оформление А. Жарова                         |
| (ЦФА [АО «Марка»] № 6290) (Mi #6172)                                          |             | Почтово-благотворительный выпуск в фонд помощи зоопаркам: «Белый аист». | 0,10+0,05 руб. | 4 февраля 1991 года  | 3 200 000 | А. Исаков                                    |
| (ЦФА [АО «Марка»] № 6291) (Mi #6173)                                          |             | Почтово-благотворительный выпуск в фонд помощи Союзу филателистов СССР (25-летие): почтовый блок «Охрана природы — актуальная тема филателии». | 0,20+0,10 руб. | 5 февраля 1991 года  | 700 000   | М. Морозов                                   |
| (ЦФА [АО «Марка»] № 6292) (Mi #6169)                                          |             | Серия «Защитим родную природу!»: - Волга — регион экологического бедствия. | 0,10 руб.      | 15 февраля 1991 года | 3 000 000 | Юрий Арцименев                               |
| (ЦФА [АО «Марка»] № 6293) (Mi #6170)                                          |             | Серия «Защитим родную природу!»: - Байкал — уникальный природный комплекс. | 0,15 руб.      | 15 февраля 1991 года | 3 000 000 | Юрий Арцименев                               |
| (ЦФА [АО «Марка»] № 6294) (Mi #6171)                                          |             | Серия «Защитим родную природу!»: - Арал — регион экологического бедствия. | 0,20 руб.      | 15 февраля 1991 года | 2 100 000 | Юрий Арцименев                               |
| (ЦФА [АО «Марка»] № 6295) (Mi #6174)                                          |             | Серия «Архитектурные памятники отечественной истории»: - Пенджикент (Таджикистан). Мавзолей Мухаммеда Башшара (XIV век). | 0,15 руб.      | 5 марта 1991 года    | 2 800 000 | Л. Зайцев                                    |
| (ЦФА [АО «Марка»] № 6296) (Mi #6175)                                          |             | Серия «Архитектурные памятники отечественной истории»: - Узген (Кыргызстан). Минарет (XI век) на фоне киргизского орнаментального узора. | 0,15 руб.      | 5 марта 1991 года    | 2 800 000 | Л. Зайцев                                    |
| (ЦФА [АО «Марка»] № 6297) (Mi #6176)                                          |             | Серия «Архитектурные памятники отечественной истории»: - Мары (до 1937 года Мерв, Туркменская ССР). Мечеть Талхатан-Баба (XI век). | 0,15 руб.      | 5 марта 1991 года    | 2 800 000 | Л. Зайцев                                    |
| (ЦФА [АО «Марка»] № 6302) (Mi #6181)                                          |             | Серия «Русская Америка»: - Г. И. Шелихов. Гавань Трёх Святителей. | 0,20 руб.      | 14 марта 1991 года   | 2 500 000 | Юрий Левиновский                             |
| (ЦФА [АО «Марка»] № 6303) (Mi #6182)                                          |             | Серия «Русская Америка»: - А. А. Баранов. Город Ново-Архангельск. | 0,30 руб.      | 14 марта 1991 года   | 2 200 000 | Юрий Левиновский                             |
| (ЦФА [АО «Марка»] № 6304) (Mi #6183)                                          |             | Серия «Русская Америка»: - И. А. Кусков. Крепость Росс. | 0,50 руб.      | 14 марта 1991 года   | 1 900 000 | Юрий Левиновский                             |
| (ЦФА [АО «Марка»] № 6305) (Mi #6184)                                          |             | 10-летие деятельности подразделения транспорта и связи ЭСКАТО в Тихом океане. | 0,10 руб.      | 20 марта 1991 года   | 1 500 000 | Юрий Арцименев                               |
| (ЦФА [АО «Марка»] № 6306) (Mi #6185 A)                                        |             | День космонавтики. 30-летие первого полёта человека в космос: - «Теоретическая подготовка к полёту (1960)»: старший лейтенант Гагарин. | 0,25 руб.      | 6 апреля 1991 года   | 2 500 000 | Герман Комлев                                |
| (ЦФА [АО «Марка»] № 6307) (Mi #6186 A)                                        |             | День космонавтики. 30-летие первого полёта человека в космос: - «Перед стартом (1961)». | 0,25 руб.      | 6 апреля 1991 года   | 2 500 000 | Герман Комлев                                |
| (ЦФА [АО «Марка»] № 6308) (Mi #6187 A)                                        |             | День космонавтики. 30-летие первого полёта человека в космос: - «Первая зарубежная поездка. Прага (1961)»: майор Гагарин. | 0,25 руб.      | 6 апреля 1991 года   | 2 500 000 | Герман Комлев                                |
| (ЦФА [АО «Марка»] № 6309) (Mi #6188 A)                                        |             | День космонавтики. 30-летие первого полёта человека в космос: - «Одна из последних фотографий (1968)». | 0,25 руб.      | 6 апреля 1991 года   | 2 500 000 | Герман Комлев                                |
| (ЦФА [АО «Марка»] № 6310) (Mi #6185 B) (Mi #6186 B) (Mi #6187 B) (Mi #6188 B) |             | Почтовый блок «День космонавтики. 30-летие первого полёта человека в космос». | 0,25 руб.      | 6 апреля 1991 года   | 1 000 000 | Герман Комлев                                |
| (ЦФА [АО «Марка»] № 6311) (Mi #6185 B) (Mi #6186 B) (Mi #6187 B) (Mi #6188 B) |             | Почтовый блок «День космонавтики. 30-летие первого полёта человека в космос» с надпечаткой. | 0,25 руб.      | 6 апреля 1991 года   | 600 000   | Герман Комлев                                |
| (ЦФА [АО «Марка»] № 6312) (Mi #6189)                                          |             | Праздник Победы. «С праздником Победы!». | 0,05 руб.      | 10 апреля 1991 года  | 2 500 000 | Валентин Никитин                             |
| (ЦФА [АО «Марка»] № 6313) (Mi #6190)                                          |             | 121-я годовщина со дня рождения В. И. Ленина (1870—1924). | 0,05 руб.      | 22 апреля 1991 года  | 2 500 000 | Иван Мартынов                                |
| (ЦФА [АО «Марка»] № 6314) (Mi #6191)                                          |             | 100-летие со дня рождения С. С. Прокофьева (1891—1953). | 0,15 руб.      | 23 апреля 1991 года  | 2 300 000 | Борис Илюхин                                 |
| (ЦФА [АО «Марка»] № 6315) (Mi #6192)                                          |             | Орхидеи: - Башмачок настоящий (Cypripedium calceolus). | 0,03 руб.      | 7 мая 1991 года      | 4 000 000 | Нина Охотина                                 |
| (ЦФА [АО «Марка»] № 6316) (Mi #6193)                                          |             | Орхидеи: - Ятрышник пурпурный (Orchis purpurea). | 0,05 руб.      | 7 мая 1991 года      | 3 300 000 | Нина Охотина                                 |
| (ЦФА [АО «Марка»] № 6317) (Mi #6194)                                          |             | Орхидеи: - Офрис пчелоносная (Ophrys apifera). | 0,10 руб.      | 7 мая 1991 года      | 3 200 000 | Нина Охотина                                 |
| (ЦФА [АО «Марка»] № 6318) (Mi #6195)                                          |             | Орхидеи: - Калипсо луковичная (Calypso bulbosa). | 0,20 руб.      | 7 мая 1991 года      | 3 100 000 | Нина Охотина                                 |
| (ЦФА [АО «Марка»] № 6319) (Mi #6196)                                          |             | Орхидеи: - Дремлик болотный (Epipactis palustris). | 0,25 руб.      | 7 мая 1991 года      | 2 700 000 | Нина Охотина                                 |
| (ЦФА [АО «Марка»] № 6320) (Mi #6198)                                          |             | Лауреаты Нобелевской премии: - И. И. Мечников (1845—1916). | 0,15 руб.      | 14 мая 1991 года     | 2 300 000 | Юрий Арцименев                               |
| (ЦФА [АО «Марка»] № 6321) (Mi #6199)                                          |             | Лауреаты Нобелевской премии: - И. П. Павлов (1849—1936). | 0,15 руб.      | 14 мая 1991 года     | 2 300 000 | Юрий Арцименев                               |
| (ЦФА [АО «Марка»] № 6322) (Mi #6197)                                          |             | Лауреаты Нобелевской премии: - А. Д. Сахаров (1921—1989). | 0,15 руб.      | 14 мая 1991 года     | 2 300 000 | Юрий Арцименев                               |
| (ЦФА [АО «Марка»] № 6323) (Mi #6200)                                          |             | Совместный космический полёт СССР — Великобритания (18—26.05.1991). | 0,20 руб.      | 18 мая 1991 года     | 2 600 000 | М. Осколков                                  |
| (ЦФА [АО «Марка»] № 6324) (Mi #6201)                                          |             | Совместный советско-американский выпуск: - Уильям Сароян (1908—1981). | 1,00 руб.      | 22 мая 1991 года     | 900 000   | Иван Мартынов                                |
| (ЦФА [АО «Марка»] № 6325) (Mi #6202)                                          |             | Живопись (почтово-благотворительный выпуск в помощь Советскому детскому фонду им. В. И. Ленина): - «Мироздание» (1973). | 0,10+0,05 руб. | 1 июня 1991 года     | 2 200 000 | Виталий Лукьянец (оформление Юрий Арцименев) |
| (ЦФА [АО «Марка»] № 6326) (Mi #6203)                                          |             | Живопись (почтово-благотворительный выпуск в помощь Советскому детскому фонду им. В. И. Ленина): - «Иная планета» (1974). | 0,10+0,05 руб. | 1 июня 1991 года     | 2 200 000 | Виталий Лукьянец (оформление Юрий Арцименев) |
| (ЦФА [АО «Марка»] № 6327) (Mi #6204)                                          |             | Культура русского средневековья: - «Остромирово Евангелие» (1056—1057). | 0,10 руб.      | 20 июня 1991 года    | 2 200 000 | оформление Герман Комлев                     |
| (ЦФА [АО «Марка»] № 6328) (Mi #6205)                                          |             | Культура русского средневековья: - «Русская Правда». | 0,15 руб.      | 20 июня 1991 года    | 2 200 000 | оформление Герман Комлев                     |
| (ЦФА [АО «Марка»] № 6329) (Mi #6206)                                          |             | Культура русского средневековья: - «Сергий Радонежский». | 0,20 руб.      | 20 июня 1991 года    | 2 200 000 | оформление Герман Комлев                     |
| (ЦФА [АО «Марка»] № 6330) (Mi #6207)                                          |             | Культура русского средневековья: - «Андрей Рублёв, Троица». | 0,25 руб.      | 20 июня 1991 года    | 2 200 000 | оформление Герман Комлев                     |
| (ЦФА [АО «Марка»] № 6331) (Mi #6208)                                          |             | Культура русского средневековья: - «Апостол» (1564). | 0,30 руб.      | 20 июня 1991 года    | 2 200 000 | оформление Герман Комлев                     |
| (ЦФА [АО «Марка»] № 6333) (Mi #6213)                                          |             | Конференция по человеческому измерению СБСЕ: - Символическая композиция «Фигура человека на фоне Земного шара». | 0,10 руб.      | 1 июля 1991 года     | 1 800 000 | Абрам Шмидштейн                              |
| (ЦФА [АО «Марка»] № 6334) (Mi #6210)                                          |             | Утки: - Шилохвость. | 0,05 руб.      | 1 июля 1991 года     | 4 500 000 | И. Козлов                                    |
| (ЦФА [АО «Марка»] № 6335) (Mi #6211)                                          |             | Утки: - Морская чернеть. | 0,15 руб.      | 1 июля 1991 года     | 3 300 000 | И. Козлов                                    |
| (ЦФА [АО «Марка»] № 6336) (Mi #6212)                                          |             | Утки: - Савка. | 0,20 руб.      | 1 июля 1991 года     | 2 800 000 | И. Козлов                                    |
| (ЦФА [АО «Марка»] № 6337) (Mi #6214)                                          |             | Почтово-благотворительный выпуск в помощь Советскому фонду милосердия и здоровья: «Спешите делать добро!». | 0,20+0,10 руб. | 10 июля 1991 года    | 2 500 000 | Иван Мартынов                                |
| (ЦФА [АО «Марка»] № 6338) (Mi #6215)                                          |             | Декларация о государственном суверенитете Украины. | 0,30 руб.      | 10 июля 1991 года    | 3 000 000 | Александр Ивахненко                          |
| (ЦФА [АО «Марка»] № 6339) (Mi #6216)                                          |             | Дирижабли: - Дирижабль «Альбатрос» (1910). | 0,01 руб.      | 18 июля 1991 года    | 4 800 000 | Рим Стрельников                              |
| (ЦФА [АО «Марка»] № 6340) (Mi #6217)                                          |             | Дирижабли: - Дирижабль «GA-42» (1987). | 0,03 руб.      | 18 июля 1991 года    | 4 100 000 | Рим Стрельников                              |
| (ЦФА [АО «Марка»] № 6341) (Mi #6218)                                          |             | Дирижабли: - Дирижабль «Норвегия» (1923). | 0,04 руб.      | 18 июля 1991 года    | 3 800 000 | Рим Стрельников                              |
| (ЦФА [АО «Марка»] № 6342) (Mi #6219)                                          |             | Дирижабли: - Дирижабль «Победа» (1944). | 0,05 руб.      | 18 июля 1991 года    | 3 300 000 | Рим Стрельников                              |
| (ЦФА [АО «Марка»] № 6343) (Mi #6220)                                          |             | Дирижабли: - Дирижабль «LZ-127 Граф Цеппелин» (1928). | 0,20 руб.      | 18 июля 1991 года    | 2 900 000 | Рим Стрельников                              |
| (ЦФА [АО «Марка»] № 6344) (Mi #6221)                                          |             | 250-летие плавания В. Беринга (1681—1741) и А. Чирикова (1703—1748) к берегам Америки: - Маршрут экспедиции. | 0,30 руб.      | 27 июля 1991 года    | 1 900 000 | Юрий Левиновский                             |
| (ЦФА [АО «Марка»] № 6345) (Mi #6222)                                          |             | 250-летие плавания В. Беринга (1681—1741) и А. Чирикова (1703—1748) к берегам Америки: - У берегов Аляски. | 0,30 руб.      | 27 июля 1991 года    | 1 900 000 | Юрий Левиновский                             |
| (ЦФА [АО «Марка»] № 6346) (Mi #6223)                                          |             | Почтово-благотворительный выпуск в помощь Советскому фонду культуры: «Звонницы России». | 0,20+0,10 руб. | 1 августа 1991 года  | 2 300 000 | М. Осколков                                  |
| (ЦФА [АО «Марка»] № 6347) (Mi #6224)                                          |             | Неделя письма: «Девочка с конвертом». | 0,07 руб.      | 1 августа 1991 года  | 2 600 000 | Лембит Лыхмус                                |
| (ЦФА [АО «Марка»] № 6348) (Mi #6225)                                          |             | Предолимпийский выпуск: «XXV летние Олимпийские игры (Барселона, Испания 25.07-09.08.1992)»: - Гребля на каноэ. | 0,10 руб.      | 4 сентября 1991 года | 3 300 000 | Владимир Бельтюков                           |
| (ЦФА [АО «Марка»] № 6349) (Mi #6226)                                          |             | Предолимпийский выпуск: «XXV летние Олимпийские игры (Барселона, Испания 25.07-09.08.1992)»: - Бег. | 0,20 руб.      | 4 сентября 1991 года | 2 700 000 | Владимир Бельтюков                           |
| (ЦФА [АО «Марка»] № 6350) (Mi #6227)                                          |             | Предолимпийский выпуск: «XXV летние Олимпийские игры (Барселона, Испания 25.07-09.08.1992)»: - Футбол. | 0,30 руб.      | 4 сентября 1991 года | 2 200 000 | Владимир Бельтюков                           |
| (ЦФА [АО «Марка»] № 6351) (Mi #6228)                                          |             | Совместный космический полёт СССР — Австрия (2—10.10.1991). | 0,20 руб.      | 2 октября 1991 года  | 2 600 000 | М. Осколков                                  |
| (ЦФА [АО «Марка»] № 6352) (Mi #6236)                                          |             | Народные праздники: - Масленица (Россия). | 0,15 руб.      | 4 октября 1991 года  | 2 100 000 | Александр Яцкевич                            |
| (ЦФА [АО «Марка»] № 6353) (Mi #6231)                                          |             | Народные праздники: - Рождество (Украина). | 0,15 руб.      | 4 октября 1991 года  | 2 100 000 | Александр Яцкевич                            |
| (ЦФА [АО «Марка»] № 6354) (Mi #6242)                                          |             | Народные праздники: - Иван Купала (Белоруссия). | 0,15 руб.      | 4 октября 1991 года  | 2 100 000 | Александр Яцкевич                            |
| (ЦФА [АО «Марка»] № 6355) (Mi #6243)                                          |             | Народные праздники: - Лола-байрам (Узбекистан). | 0,15 руб.      | 4 октября 1991 года  | 2 100 000 | Александр Яцкевич                            |
| (ЦФА [АО «Марка»] № 6356) (Mi #6230)                                          |             | Народные праздники: - Кокпар (Казахстан). | 0,15 руб.      | 4 октября 1991 года  | 2 100 000 | Александр Яцкевич                            |
| (ЦФА [АО «Марка»] № 6357) (Mi #6240)                                          |             | Народные праздники: - Берикаоба (Грузия). | 0,15 руб.      | 4 октября 1991 года  | 2 100 000 | Александр Яцкевич                            |
| (ЦФА [АО «Марка»] № 6358) (Mi #6238)                                          |             | Народные праздники: - Новруз (Азербайджан). | 0,15 руб.      | 4 октября 1991 года  | 2 100 000 | Александр Яцкевич                            |
| (ЦФА [АО «Марка»] № 6359) (Mi #6232)                                          |             | Народные праздники: - Вербное воскресенье (Литва). | 0,15 руб.      | 4 октября 1991 года  | 2 100 000 | Александр Яцкевич                            |
| (ЦФА [АО «Марка»] № 6360) (Mi #6237)                                          |             | Народные праздники: - Плугошорул (Молдова). | 0,15 руб.      | 4 октября 1991 года  | 2 100 000 | Александр Яцкевич                            |
| (ЦФА [АО «Марка»] № 6361) (Mi #6233)                                          |             | Народные праздники: - Лиго (Латвия). | 0,15 руб.      | 4 октября 1991 года  | 2 100 000 | Александр Яцкевич                            |
| (ЦФА [АО «Марка»] № 6362) (Mi #6234)                                          |             | Народные праздники: - Кыз куумай (Кыргызстан). | 0,15 руб.      | 4 октября 1991 года  | 2 100 000 | Александр Яцкевич                            |
| (ЦФА [АО «Марка»] № 6363) (Mi #6241)                                          |             | Народные праздники: - Новруз (Таджикистан). | 0,15 руб.      | 4 октября 1991 года  | 2 100 000 | Александр Яцкевич                            |
| (ЦФА [АО «Марка»] № 6364) (Mi #6239)                                          |             | Народные праздники: - Амбарцум (Армения). | 0,15 руб.      | 4 октября 1991 года  | 2 100 000 | Александр Яцкевич                            |
| (ЦФА [АО «Марка»] № 6365) (Mi #6235)                                          |             | Народные праздники: - Хасыл тойы (Туркменистан). | 0,15 руб.      | 4 октября 1991 года  | 2 100 000 | Александр Яцкевич                            |
| (ЦФА [АО «Марка»] № 6366) (Mi #6229)                                          |             | Народные праздники: - Новый год (Эстония). | 0,15 руб.      | 4 октября 1991 года  | 2 100 000 | Александр Яцкевич                            |
| (ЦФА [АО «Марка»] № 6367) (Mi #6245)                                          |             | Победа демократических сил 21 августа 1991 года: - Владимир Усов. | 0,07 руб.      | 11 октября 1991 года | 1 900 000 | Борис Илюхин                                 |
| (ЦФА [АО «Марка»] № 6368) (Mi #6246)                                          |             | Победа демократических сил 21 августа 1991 года: - Илья Кричевский. | 0,07 руб.      | 11 октября 1991 года | 1 900 000 | Борис Илюхин                                 |
| (ЦФА [АО «Марка»] № 6369) (Mi #6244)                                          |             | Победа демократических сил 21 августа 1991 года: - Дмитрий Комарь. | 0,07 руб.      | 11 октября 1991 года | 1 900 000 | Борис Илюхин                                 |
| (ЦФА [АО «Марка»] № 6370) (Mi #6247)                                          |             | Почтовый блок: - Здание Правительства. | 0,50 руб.      | 11 октября 1991 года | 1 150 000 | Юрий Арцименев                               |
| (ЦФА [АО «Марка»] № 6371) (Mi #6248)                                          |             | Борис Ельцин. Первый Президент России. | 0,07 руб.      | 29 октября 1991 года | 1 900 000 | Андрей Тарасов                               |
| (ЦФА [АО «Марка»] № 6372) (Mi #6249)                                          |             | Серия «Музыкальные инструменты народов СССР»: - Молдавские народные инструменты. | 0,10 руб.      | 19 ноября 1991 года  | 2 400 000 | Адольф Плетнёв С. Кузнецов                   |
| (ЦФА [АО «Марка»] № 6373) (Mi #6250)                                          |             | Серия «Музыкальные инструменты народов СССР»: - Латышские народные инструменты. | 0,10 руб.      | 19 ноября 1991 года  | 2 400 000 | Адольф Плетнёв В. Казанцев                   |
| (ЦФА [АО «Марка»] № 6374) (Mi #6251)                                          |             | Серия «Музыкальные инструменты народов СССР»: - Киргизские народные инструменты. | 0,10 руб.      | 19 ноября 1991 года  | 2 400 000 | Адольф Плетнёв Г. Зотов                      |
| (ЦФА [АО «Марка»] № 6376) (Mi #6252)                                          |             | «С Новым, 1992 годом!». | 0,07 руб.      | 3 декабря 1991 года  | 3 700 000 | Нина Охотина                                 |
| (ЦФА [АО «Марка»] № 6377) (Mi #6253)                                          |             | Серия «Отечественные историки»: - В. Н. Татищев. - Тип II — короткий хвостик у нижней черты буквы «К» в номинале. Тип II встречается только на марках с фиктивным гашением, выполненным типографским способом, которые, по сути, представляют собой самостоятельный выпуск    | 0,10 руб.      | 12 декабря 1991 года | 2 000 000 | Л. Зайцев                                    |
| (ЦФА [АО «Марка»] № 6378) (Mi #6254)                                          |             | Серия «Отечественные историки»: - Н. М. Карамзин. - Тип II — короткий хвостик у нижней черты буквы «К» в номинале. Тип II встречается только на марках с фиктивным гашением, выполненным типографским способом, которые, по сути, представляют собой самостоятельный выпуск   | 0,10 руб.      | 12 декабря 1991 года | 2 000 000 | Л. Зайцев                                    |
| (ЦФА [АО «Марка»] № 6379) (Mi #6255)                                          |             | Серия «Отечественные историки»: - С. М. Соловьёв. - Тип II не существует | 0,10 руб.      | 12 декабря 1991 года | 2 000 000 | Л. Зайцев                                    |
| (ЦФА [АО «Марка»] № 6380) (Mi #6256)                                          |             | Серия «Отечественные историки»: - В. О. Ключевский. - Тип II — короткий хвостик у нижней черты буквы «К» в номинале. Тип II встречается только на марках с фиктивным гашением, выполненным типографским способом, которые, по сути, представляют собой самостоятельный выпуск | 0,10 руб.      | 12 декабря 1991 года | 2 000 000 | Л. Зайцев                                    |

## Выпуски стандартных марок

### Тринадцатый выпуск стандартных марок (1980—1992)
В 1991 году эмитировались дополнительные тиражи стандартных марок тринадцатого выпуска стандартных марок СССР образца 1984 года, которые были отпечатаны офсетным способом на простой бумаге. На оттисках нового тиража сохранена цифра 1984 — дата первой эмиссии этих марок. Марку номиналом в 3 рубля переиздавали в июне, марку номиналом в 2 рубля — в августе, а марку номиналом в 5 рублей — в ноябре 1991 года. При этом у трёхрублёвой марки был изменён цвет (с коричневато-серого на оливковый).
Порядок следования элементов в таблице соответствует номеру по каталогу марок СССР (ЦФА), в скобках приведены номера по каталогу «Михель».
| № по каталогу                            | Изображение | Описание и источники                  | Номинал   | Дата выпуска         | Тираж     | Художник                                     |
| ---------------------------------------- | ----------- | ------------------------------------- | --------- | -------------------- | --------- | -------------------------------------------- |
| (ЦФА [АО «Марка»] № 6332) (Mi #6209)     |             | Мир, Земля, человек — на все времена! | 3,00 руб. | 25 июня 1991 года    | 1 500 000 | Юрий Арцименев                               |
| (ЦФА [АО «Марка»] № 5549А) (Mi #5428Aw1) |             | Освоение Арктики                      | 2,00 руб. | 22 августа 1991 года | 4 000 000 | Юрий Ряховский (оформление Юрий Арцименев)   |
| (ЦФА [АО «Марка»] № 6375) (Mi #5430Aw1)  |             | Мир народам Земли!                    | 5,00 руб. | 19 ноября 1991 года  | 5 000 000 | Николай Литвинов (оформление Юрий Арцименев) |

### Четырнадцатый выпуск стандартных марок (1988—1992)
В 1991 году продолжен четырнадцатый выпуск стандартных марок СССР: в марте вышла серия из четырёх марок, отпечатанных способом офсетной печати на мелованной бумаге. На них были изображены: средства доставки почты XIX века (номинал 2 копейки), современные средства доставки почты (номинал 7 копеек), система «Энергия» с комплексом «Буран» (номинал 12 копеек) и спутник связи «Горизонт» (номинал 13 копеек). В апреле вся серия была отпечатана офсетным способом на простой бумаге. В июне переиздали марку номиналом в 7 копеек — её отпечатали способом глубокой печати на простой бумаге. Кроме того, на протяжении марта-июня 1991 года эмитировались дополнительные выпуски марок тринадцатого выпуска стандартных марок, автором которых также был В. Коваль.
Порядок следования элементов в таблице соответствует номеру по каталогу марок СССР (ЦФА), в скобках приведены номера по каталогу «Михель».
| № по каталогу                        | Изображение | Описание и источники                | Номинал   | Дата выпуска       | Тираж     | Художник         |
| ------------------------------------ | ----------- | ----------------------------------- | --------- | ------------------ | --------- | ---------------- |
| (ЦФА [АО «Марка»] № 6298) (Mi #6177) |             | Средства доставки почты XIX века    | 0,02 руб. | 13 марта 1991 года | 1 000 000 | Владислав Коваль |
| (ЦФА [АО «Марка»] № 6299) (Mi #6178) |             | Современные средства доставки почты | 0,07 руб. | 13 марта 1991 года | 1 000 000 | Владислав Коваль |
| (ЦФА [АО «Марка»] № 6300) (Mi #6179) |             | Ракета «Энергия» и комплекс «Буран» | 0,12 руб. | 13 марта 1991 года | 1 000 000 | Владислав Коваль |
| (ЦФА [АО «Марка»] № 6301) (Mi #6180) |             | Спутник связи «Горизонт»            | 0,13 руб. | 13 марта 1991 года | 1 000 000 | Владислав Коваль |

## Почтовые карточки с оригинальными марками
Це́льная вещь (нем. Ganzsache) — принятое в филателии название филателистических материалов, объединяющее различные объекты коллекционирования: почтовые конверты и карточки, листы почтовой бумаги, всевозможные формуляры и бланки, другие виды почтовой документации, на которых напечатаны знаки почтовой оплаты или тексты, их заменяющие). Не следует их путать с целыми вещами — конвертами или карточками, на которых, в отличие от цельных вещей, почтовые марки наклеены, например, конвертами первого дня.
Маркиро́ванная почто́вая ка́рточка — выпускаемая почтовым ведомством соответствующей страны почтовая карточка с напечатанным на лицевой стороне знаком почтовой оплаты (почтовой маркой). Минимальный размер карточек — 10,5×7,4 см, максимальный — 14,8×10,5 см. К стандартным почтовым карточкам СССР относятся почтовые карточки, у которых на лицевой (адресной) стороне нанесены: изображение Государственного герба СССР и стандартной почтовой марки, заголовок «Почтовая карточка», который иногда сопровождается пояснительным текстом, помогающим правильному написанию адреса, а также индексная сетка. Изображение почтовой марки стандартного выпуска печаталось в правом верхнем углу почтовой карточки, лишь изредка отличаясь в деталях от выпущенной отдельно марки. Оборотная сторона чистая и предназначена для письменного сообщения.
Односторо́нняя почто́вая ка́рточка с оригина́льной ма́ркой — филателистическое название вида почтовых карточек, имеющих в качестве знака почтовой оплаты напечатанные марки с оригинальным рисунком, которые отдельно от этих карточек не издаются. Применяются во многих странах, в СССР выходили регулярно с 1971 года, всего с 1971 по 1991 год вышло 230 карточек.
В 1991 году выпущены последние 14 видов односторонних почтовых карточек СССР с оригинальной маркой.
| № по каталогу            | Изображение | Описание и источники                                                                                                | Номинал   | Дата выпуска         | Тираж   | Художник        |
| ------------------------ | ----------- | --- | --------- | -------------------- | ------- | --------------- |
| (ЦФА [АО «Марка»] № 217) |             | «100 лет со дня рождения поэта Осипа Мандельштама (1891—1938)»                                                      | 0,04 руб. | 4 января 1991 года   | 450 000 | Юрий Арцименев  |
| (ЦФА [АО «Марка»] № 218) |             | «100-летие со дня рождения украинского поэта Павло Тычины (1891—1967)»                                              | 0,04 руб. | 17 января 1991 года  | 450 000 | М. Слонов       |
| (ЦФА [АО «Марка»] № 219) |             | «550-летие со дня рождения поэта Алишера Навои (1441—1501)»                                                         | 0,04 руб. | 4 февраля 1991 года  | 450 000 | Л. Зайцев       |
| (ЦФА [АО «Марка»] № 220) |             | «150-летие со дня рождения французского художника Огюста Ренуара (1841—1919)»                                       | 0,04 руб. | 12 февраля 1991 года | 450 000 | А. Карасёв      |
| (ЦФА [АО «Марка»] № 221) |             | «100-летие со дня рождения русского писателя Михаила Булгакова (1891—1940)»                                         | 0,04 руб. | 15 февраля 1991 года | 450 000 | Юрий Арцименев  |
| (ЦФА [АО «Марка»] № 222) |             | «Международный арктический молодёжный фестиваль „Дети Арктики“»                                                     | 0,04 руб. | 5 марта 1991 года    | 450 000 | Юрий Арцименев  |
| (ЦФА [АО «Марка»] № 223) |             | «450-летие со дня рождения испанского художника Эль Греко (1541—1614)»                                              | 0,04 руб. | 12 марта 1991 года   | 450 000 | А. Карасёв      |
| (ЦФА [АО «Марка»] № 224) |             | «200-летие со дня рождения русского писателя Сергея Аксакова (1791—1859)»                                           | 0,04 руб. | 22 мая 1991 года     | 450 000 | И. Мартынов     |
| (ЦФА [АО «Марка»] № 225) |             | «850-летие со дня рождения азербайджанского поэта и мыслителя Низами Гянджеви (1141—1209)»                          | 0,04 руб. | 22 мая 1991 года     | 450 000 | М. Слонов       |
| (ЦФА [АО «Марка»] № 226) |             | «1000-летие книги скорбных песнопений (поэт Григор Нарекаци)»                                                       | 0,05 руб. | 31 июля 1991 года    | 450 000 | Борис Илюхин    |
| (ЦФА [АО «Марка»] № 227) |             | «125-летие со дня рождения грузинского художника Нико Пиросманишвили (1862—1918)»                                   | 0,05 руб. | 8 октября 1991 года  | 450 000 | Абрам Шмидштейн |
| (ЦФА [АО «Марка»] № 228) |             | «150-летие со дня рождения казахского педагога-просветителя, писателя и фольклориста Ибрая Алтынсарина (1841—1889)» | 0,05 руб. | 8 октября 1991 года  | 450 000 | Борис Илюхин    |
| (ЦФА [АО «Марка»] № 229) |             | Всемирная филателистическая выставка «Филаниппон-91»                                                                | 0,05 руб. | 8 октября 1991 года  | 450 000 | М. Слонов       |

## Почтовые конверты с оригинальными марками
Конве́рт с оригина́льной ма́ркой (сокращённо — КсОМ) — почтовый конверт, который является предметом коллекционирования и относится к цельным вещам. Представляет собой вид почтового конверта (обычно иллюстрированного), на котором в качестве знака почтовой оплаты предварительно напечатано заранее предусмотренное изображение коммеморативной марки, самостоятельно не выпускавшейся. Такая марка является оригинальной, поскольку отдельно от данного конверта не существует. Не следует их путать с целыми вещами — конвертами или карточками, на которых, в отличие от цельных вещей, почтовые марки наклеены, например, конвертами первого дня.
В 1991 году были выпущены последние 14 видов почтовых конвертов СССР с оригинальными марками.
| № по каталогу            | Изображение | Описание и источники                                                                        | Номинал   | Дата выпуска          | Тираж    | Художник       |
| ------------------------ | ----------- | ------------------------------------------------------------------------------------------- | --------- | --------------------- | -------- | -------------- |
| (ЦФА [АО «Марка»] № 170) |             | «Всемирный год русской культуры. Балерина А. П. Павлова (1881—1931)»                        | 0,05 руб. | 4 февраля 1991 года   | нет в АИ | Л. Кузьмов     |
| (ЦФА [АО «Марка»] № 171) |             | «Всемирный год русской культуры. Певец Ф. И. Шаляпин (1873—1938)»                           | 0,05 руб. | 4 февраля 1991 года   | нет в АИ | Л. Кузьмов     |
| (ЦФА [АО «Марка»] № 172) |             | «Всемирный год русской культуры. Композитор М. И. Глинка (1804—1857)»                       | 0,05 руб. | 20 февраля 1991 года  | нет в АИ | Л. Кузьмов     |
| (ЦФА [АО «Марка»] № 173) |             | «Всемирный год русской культуры. Художник М. А. Врубель (1856—1910)»                        | 0,05 руб. | 1 марта 1991 года     | нет в АИ | Л. Кузьмов     |
| (ЦФА [АО «Марка»] № 174) |             | «Всемирный год русской культуры. Писатель Ф. М. Достоевский (1821—1881)»                    | 0,07 руб. | 26 сентября 1991 года | нет в АИ | Л. Кузьмов     |
| (ЦФА [АО «Марка»] № 175) |             | «125-летие Московской государственной консерватории имени П. И. Чайковского»                | 0,07 руб. | 14 августа 1991 года  | нет в АИ | И. Мартынов    |
| (ЦФА [АО «Марка»] № 176) |             | «2500-летие города Шемаха»                                                                  | 0,07 руб. | 18 июля 1991 года     | нет в АИ | Юрий Арцименев |
| (ЦФА [АО «Марка»] № 177) |             | «200-летие Зоологического музея Московского университета»                                   | 0,07 руб. | 24 июля 1991 года     | нет в АИ | Р. Стрельников |
| (ЦФА [АО «Марка»] № 178) |             | «100-летие Пюхтицкого Свято Успенского женского монастыря»                                  | 0,07 руб. | 21 августа 1991 года  | нет в АИ | Т. Сергеенко   |
| (ЦФА [АО «Марка»] № 179) |             | «100-летие со дня рождения советского хирурга С. Юдина»                                     | 0,07 руб. | 26 сентября 1991 года | нет в АИ | А. Карасёв     |
| (ЦФА [АО «Марка»] № 180) |             | «К 250-летию Великой Северной экспедиции (1733—1743). Д. В. Стерлигов (ок. 1707—1757)»      | 0,07 руб. | 14 августа 1991 года  | нет в АИ | Ю. Жуков       |
| (ЦФА [АО «Марка»] № 181) |             | «50-летие первого союзнического северного конвоя Дервиш в годы Великой Отечественной войны» | 0,07 руб. | 24 июля 1991 года     | нет в АИ | Юрий Арцименев |
| (ЦФА [АО «Марка»] № 182) |             | «500-летие крестьянского восстания Мухи»                                                    | 0,07 руб. | 23 октября 1991 года  | нет в АИ | Л. Зайцев      |

## Комментарии
1. ↑  Коммеморативные марки — обобщённое название специальных художественных (памятных, юбилейных и других) почтовых марок. Для упрощения терминологии в случаях, когда требуется лишь подчеркнуть, что данная марка не является общеупотребляемой (то есть стандартной), под термином «коммеморативная марка» подразумевают, кроме перечисленных выше, также тематические (рисунки которых, посвящены определённой теме коллекционирования) марки. Также все упомянутые марки, объединённые термином «коммеморативная», имеют общую черту: как правило, такие марки изготовляются на высоком полиграфическом уровне[5].
2. ↑  Ниже приведён перечень памятных художественных марок (с возможностью сортировки по номиналу, тиражу и дате введения в обращение).
3. ↑  Дата эмиссии приведена по каталогу марок СССР 1991 года[1] (и может отличаться у составителей каталога почтовых марок «Михель»).
4. 1 2 3 4 5  На многоцветных марках наименование животных на русском и латинском языках. офсетная печать на мелованной бумаге, перфорирована: гребенчатая зубцовка 12 (на каждые 2 сантиметра края марки приходится 12 зубцов). В марочных листах по 30 (5×6) марок[12].
5. ↑  Портрет эстонского шахматиста П. П. Кереса (по фотографии) на фоне факсимиле подписи, шахматных фигур коня и слона. Тёмно-коричневая. Печать глубокая на мелованной бумаге, перфорирована: рамочная зубцовка 11½ (на каждые 2 сантиметра края марки приходится 11½ зубцов). В марочных листах 50 (5×10) марок[14].
6. ↑  Аллегория: губительное воздействие радиации на всё живое. Многоцветная. Печать глубокая на мелованной бумаге, перфорирована: рамочная зубцовка 11½ (на каждые 2 сантиметра края марки приходится 11½ зубцов). В марочных листах 50 (5×10) марок[15].
7. 1 2 3 4  На многоцветных марках произведения и портрет одного автора. Офсетная печать на мелованной бумаге с лаковым покрытием, перфорирована: комбинированная гребенчатая зубцовка 12½:12 (на каждые 2 сантиметра края марки приходится 12½:12 зубцов). Марочные листы с произведениями каждого автора напечатаны отдельно и построены однотипно: каждый лист содержит 24 марки и 12 купонов (36 по схеме 6×6). На купоне, расположенном между обеими марками автора, выполнен его монохромный (в коричневом цвете) портрет, напечатаны фамилия, имя и отчество живописца и годы его жизни[17].
8. ↑  Многоцветная марка «Летящий белый аист» (наименование птицы приведено на русском и латинском языках). Эмблема фонда помощи зоопаркам. Офсет на мелованной бумаге, перфорирована: комбинированная гребенчатая зубцовка 12:12½ (на каждые 2 сантиметра края марки приходится 12:12½ зубцов). В марочных листах 36 (6×6) марок[18].
9. ↑  Фоновое изображение — цветочный мотив, на котором угадывается условное изображение бабочек: на многоцветной марке — «Махаон», далее: «Адмирал», «Лимонница», «Павлиний глаз» и «Зорька». Офсет на мелованной бумаге, марка в блоке перфорирована: комбинированная гребенчатая зубцовка 12:12½ (на каждые 2 сантиметра края марки приходится 12:12½ зубцов)[19].
10. ↑  Затопленная Волгой колокольня в районе города Калязина. В круге изображение осетра — ценной промысловой рыбы, условия обитания которой существенно ухудшились. Многоцветная марка. Печать глубокая на мелованной бумаге, перфорирована: рамочная зубцовка 11½ (на каждые 2 сантиметра края марки приходится 11½ зубцов). В марочных листах 50 (5×10) марок[21].
11. ↑  Вид озера в районе острова Ольхон. В круге изображение соболя — ценного пушного зверя, обитающего исключительно в экологически чистой среде. Многоцветная марка. Печать глубокая на мелованной бумаге, перфорирована: рамочная зубцовка 11½ (на каждые 2 сантиметра края марки приходится 11½ зубцов). В марочных листах 36 (6×6) марок[21].
12. ↑  Морские суда, застывшие в барханах на месте бывшего Аральского моря. В круге изображение сайгака, среда обитания которого сокращается из-за наступления пустыни. Многоцветная марка. Печать глубокая на мелованной бумаге, перфорирована: рамочная зубцовка 11½ (на каждые 2 сантиметра края марки приходится 11½ зубцов). В марочных листах 36 (6×6) марок[21].
13. 1 2 3  На многоцветных марках напечатано наименование серии «Памятники истории» на русском языке, а также названия памятников на русском и национальном языках. Печать глубокая на мелованной бумаге, перфорирована: рамочная зубцовка 11½ (на каждые 2 сантиметра края марки приходится 11½ зубцов). В марочных листах 50 (10×5) марок[22].
14. 1 2 3  На марках серии изображены виды первых русских поселений на землях Американского континента и прилегающих островов. В овалах размещены портреты основателей этих поселений. Глубокая печать на мелованной бумаге, перфорирована: комбинированная рамочная зубцовка 12:11½ (на каждые 2 сантиметра края марки приходится 12:11½ зубцов). В марочных листах 30 (3×10) марок[23].
15. ↑  На марке изображена гавань Трёх Святителей (первое постоянное русское поселение на Аляске[24]) (с акварели Л. Воронина, 1790), которая была основана в 1784 году на острове Кадьяк. В овале размещён портрет русского купца и морехода Г. И. Шелихова (1747—1795). Сине-голубая. Глубокая печать на мелованной бумаге, перфорирована: комбинированная рамочная зубцовка 12:11½ (на каждые 2 сантиметра края марки приходится 12:11½ зубцов). В марочных листах 30 (3×10) марок. Также почтовая марка 6302 печаталась на малых листах по 8 (2×4) марок[23].
16. ↑  На марке изображён город Ново-Архангельск (с акварели А. Ольгина, 1837), основанный на острове Ситка в 1804 году. В овале размещён портрет главного правителя российских владений в Америке А. А. Баранова (1746—1819). Оливковая. Глубокая печать на мелованной бумаге, перфорирована: комбинированная рамочная зубцовка 12:11½ (на каждые 2 сантиметра края марки приходится 12:11½ зубцов)[23].
17. ↑  На марке изображена крепость Росс (по карте 1817 года), которая была основана в Калифорнии в 1812 году. В овале размещён портрет помощника главного правителя российских владений в Америке И. А. Кускова (1765—1823). Красно-коричневая. Глубокая печать на мелованной бумаге, перфорирована: комбинированная рамочная зубцовка 12:11½ (на каждые 2 сантиметра края марки приходится 12:11½ зубцов)[23].
18. ↑  На марке изображён искусственный спутник Земли «Молния» (спутник связи) и современное судно на фоне эмблемы ООН и аббревиатуры наименования этой организации на русском и английском языках. Многоцветная. Глубокая печать на мелованной бумаге, перфорирована: рамочная зубцовка 11½ (на каждые 2 сантиметра края марки приходится 11½ зубцов). В марочных листах 50 (10×5) марок[26].
19. 1 2 3 4  офсетная печать на мелованной бумаге, перфорирована: гребенчатая зубцовка 12 (на каждые 2 сантиметра края марки приходится 12 зубцов). В марочных листах по 6 четырёхмарочных сцепок (3×2) сцепок (одна из которых показана на иллюстрации) или малые листы (кляйнбогены) 8 (4×2) марок (две сцепки на малом марочном листе). Малый лист выполнен на фоне Земного шара, схемы движения ракеты и космического корабля «Восток». На полях марочных листов сцепок выполнены те же тексты, что и на почтовых блоках[28].
20. ↑  Почтовый блок марок  (ЦФА [АО «Марка»] № 6306),  (ЦФА [АО «Марка»] № 6307),  (ЦФА [АО «Марка»] № 6308) и  (ЦФА [АО «Марка»] № 6309) «30-летие первого полёта человека в космос» размером 8,5×11 см., серо-голубой, светло-коричневый, чёрный. офсетная печать на мелованной бумаге, без зубцов с рисованной перфорацией. На полях блока изображён монумент «В Космос!» (скульптор Г. Н. Постников), нанесены тексты: «12 апреля — День космонавтики» и «30-летие первого полёта человека в космос». Кроме того, был выпущен сувенирный почтовый блок с погашенными марками  (ЦФА [АО «Марка»] № 6306),  (ЦФА [АО «Марка»] № 6307),  (ЦФА [АО «Марка»] № 6308) и  (ЦФА [АО «Марка»] № 6309)[28].
21. ↑  Почтовый блок марок  (ЦФА [АО «Марка»] № 6306),  (ЦФА [АО «Марка»] № 6307),  (ЦФА [АО «Марка»] № 6308) и  (ЦФА [АО «Марка»] № 6309) «30-летие первого полёта человека в космос» размером 8,5×11 см., серо-голубой, светло-коричневый, чёрный. офсетная печать на мелованной бумаге, без зубцов с рисованной перфорацией. Чёрная типографская надпечатка текста: «Международная выставка „К звёздам-91“» и девиза выставки «Космос на службе мира и прогресса». На полях блока изображён монумент «В Космос!» (скульптор Г. Н. Постников), нанесены тексты: «12 апреля — День космонавтики» и «30-летие первого полёта человека в космос»[28].
22. ↑  Многоцветная марка «С праздником Победы!» (А. и С. Ткачёвы «Май сорок пятого», 1980—1981, ГРМ). Офсет на мелованной бумаге, перфорирована: комбинированная гребенчатая зубцовка 12:12½ (на каждые 2 сантиметра края марки приходится 12:12½ зубцов). В марочных листах 36 (6×6) марок[30].
23. ↑  Многоцветная марка «121-я годовщина со дня рождения В. И. Ленина (1870—1924)» (П. Белоусов «В. И. Ленин за работой над книгой „Материализм и эмпириокритицизм“» в женевской библиотеке, 1978, ЦМЛ). Офсет на мелованной бумаге, перфорирована: комбинированная гребенчатая зубцовка 12:12½ (на каждые 2 сантиметра края марки приходится 12:12½ зубцов). В марочных листах 36 (6×6) марок[32].
24. ↑  Многоцветная марка «100-летие со дня рождения С. С. Прокофьева (1891—1953)»: портрет на фоне нотной записи и театральной декорации «Ромео и Джульета», тёмно-коричневая. Офсет на мелованной бумаге, перфорирована: комбинированная гребенчатая зубцовка 12½:12 (на каждые 2 сантиметра края марки приходится 12½:12 зубцов). В марочных листах 36 (6×6) марок[33].
25. 1 2 3 4 5  На многоцветных марках изображения орхидей и их название на русском и латинском языках. Офсет на мелованной бумаге, перфорирована: комбинированная гребенчатая зубцовка 12½:12 (на каждые 2 сантиметра края марки приходится 12½:12 зубцов). В марочных листах 36 (6×6) марок[34].
26. 1 2 3  Начало серии  (ЦФА [АО «Марка»] № 6256—6258) (1990)[35].
27. ↑  Портрет русского биолога и патолога, одного из основоположников сравнительной патологии, эволюционной эмбриологии, иммунологии, члена-корреспондента и почётного члена Петербургской Академии наук И. И. Мечникова. Аллегория «Медицина». Премия присуждена в 1908 году. Серо-чёрная, рисунок Ю. Арцименева, гравюра на металле М. Сильяновой. Офсет на мелованной бумаге, перфорирована: комбинированная гребенчатая зубцовка 12½:12 (на каждые 2 сантиметра края марки приходится 12½:12 зубцов). В марочных листах 36 (6×6) марок[36].
28. ↑  Портрет советского физиолога, создателя материалистического учения о высшей нервной деятельности, академика АН СССР И. П. Павлова. Аллегория «Медицина». Премия присуждена в 1904 году. Серо-чёрная, рисунок Ю. Арцименева, гравюра на металле О. Клочковой.Офсет на мелованной бумаге, перфорирована: комбинированная гребенчатая зубцовка 12½:12 (на каждые 2 сантиметра края марки приходится 12½:12 зубцов). В марочных листах 36 (6×6) марок[36].
29. ↑  Портрет крупнейшего советского учёного в области ядерной физики, общественного деятеля, трижды Героя Социалистического Труда академика А. Д. Сахарова. Аллегория «Мир». Премия присуждена в 1975 году. Серо-чёрная, рисунок Ю. Арцименева, гравюра на металле А. Сейфулиной. Офсет на мелованной бумаге, перфорирована: комбинированная гребенчатая зубцовка 12½:12 (на каждые 2 сантиметра края марки приходится 12½:12 зубцов). В марочных листах 36 (6×6) марок[35].
30. ↑  18 мая 1991 года космонавты девятой основной экспедиции Анатолий Арцебарский и Сергей Крикалёв с гражданкой Великобритании Хелен Шарман на орбитальном корабле «Союз ТМ-12» стартовали с космодрома «Байконур». 20 мая осуществили стыковку с орбитальным комплексом «Мир», где совместно с космонавтами восьмой основной экспедиции выполнили совместную программу научно-технических исследований и медико-биологических экспериментов. 26 мая с космонавтами восьмой основной экспедиции Виктором Афанасьевым и Мусой Манаровым гражданка Великобритании Хелен Шарман на корабле «Союз ТМ-11» успешно вернулась на Землю. Совместный космический полёт не только обогатил науку новыми сведениями, но и способствовал укреплению дружбы и сотрудничества между народами двух стран. «Совместный космический полёт СССР — Великобритания» — композиция из соединённых государственных флагов СССР и Великобритании, напоминающая космический корабль, выходящий на околоземную орбиту на фоне космического пространства. Многоцветная, памятный текст. Офсет на мелованной бумаге, перфорирована: комбинированная гребенчатая зубцовка 12:12½ (на каждые 2 сантиметра края марки приходится 12:12½ зубцов). В марочных листах 36 (6×6) марок[39].
31. ↑  Портрет известного американского писателя, родившегося в семье армянских эмигрантов Уильяма Сарояна. Многоцветная, рисунок по фотографии И. Мартынова. Офсет на мелованной бумаге, перфорирована: комбинированная гребенчатая зубцовка 12:11½ (на каждые 2 сантиметра края марки приходится 12:11½ зубцов). В марочных листах 50 (5×10) марок[40].
32. ↑  Почтово-благотворительный выпуск с доплатой в пользу Советского детского фонда имени В. И. Ленина. Многоцветная. Репродукция картины советского художника В. Лукьянца «Мироздание» (1973) и эмблема детского фонда имени Ленина, оформление Ю. Арцименева. Офсет на мелованной бумаге, перфорирована: комбинированная гребенчатая зубцовка 12½:12 (на каждые 2 сантиметра края марки приходится 12½:12 зубцов). В марочных листах 36 (6×6) марок[40].
33. ↑  Почтово-благотворительный выпуск с доплатой в пользу Советского детского фонда имени В. И. Ленина. Многоцветная. Репродукция картины советского художника В. Лукьянца «Иная планета» (1974) и эмблема детского фонда имени Ленина, оформление Ю. Арцименева. Офсет на мелованной бумаге, перфорирована: комбинированная гребенчатая зубцовка 12½:12 (на каждые 2 сантиметра края марки приходится 12½:12 зубцов). В марочных листах 36 (6×6) марок[40].
34. ↑  Остромирово Евангелие (1056—1057). Многоцветная, оформление Г. Комлева. Офсет на мелованной бумаге с лаковым покрытием, перфорирована: комбинированная гребенчатая зубцовка 12:12½ (на каждые 2 сантиметра края марки приходится 12:12½ зубцов). В марочных листах 25 (5×5) марок, образующих одинаковые сцепки[41].
35. ↑  Русская Правда Ярослава Мудрого. Многоцветная, оформление Г. Комлева. Офсет на мелованной бумаге с лаковым покрытием, перфорирована: комбинированная гребенчатая зубцовка 12:12½ (на каждые 2 сантиметра края марки приходится 12:12½ зубцов). В марочных листах 25 (5×5) марок, образующих одинаковые сцепки[41].
36. ↑  Многоцветная, оформление Г. Комлева. Офсет на мелованной бумаге с лаковым покрытием, перфорирована: комбинированная гребенчатая зубцовка 12:12½ (на каждые 2 сантиметра края марки приходится 12:12½ зубцов). В марочных листах 25 (5×5) марок, образующих одинаковые сцепки, а также и малые листы (кляйнбогены) по 8 (2×4) марок[41].
37. ↑  Андрей Рублёв, икона «Троица». Многоцветная, оформление Г. Комлева. Офсет на мелованной бумаге с лаковым покрытием, перфорирована: комбинированная гребенчатая зубцовка 12:12½ (на каждые 2 сантиметра края марки приходится 12:12½ зубцов). В марочных листах 25 (5×5) марок, образующих одинаковые сцепки, а также и малые листы (кляйнбогены) по 8 (2×4) марок[41].
38. ↑  Иван Фёдоров. Апостол. Многоцветная, оформление Г. Комлева. Офсет на мелованной бумаге с лаковым покрытием, перфорирована: комбинированная гребенчатая зубцовка 12:12½ (на каждые 2 сантиметра края марки приходится 12:12½ зубцов). В марочных листах 25 (5×5) марок, образующих одинаковые сцепки[41].
39. ↑  Совещание по безопасности и сотрудничеству в Европе. Символическая композиция: фигура человека, Земной шар, радуга. Памятный текст «Конференция по человеческому измерению СБСЕ». Многоцветная. Печать глубокая на мелованной бумаге, перфорирована: рамочная зубцовка 11½ (на каждые 2 сантиметра края марки приходится 11½ зубцов). В марочных листах 50 (5×10) марок[43].
40. ↑  Водоплавающие птицы, текст на русском и латинском языках. Многоцветная. Офсет на мелованной бумаге, перфорирована: комбинированная гребенчатая зубцовка 12:12½ (на каждые 2 сантиметра края марки приходится 12:12½ зубцов). В марочных листах 36 (6×6) и малые листы (кляйнбогены) 9 (3×3) марок. В кляйнбогенах по четыре марки  (ЦФА [АО «Марка»] № 6335), три марки  (ЦФА [АО «Марка»] № 6336) и две марки  (ЦФА [АО «Марка»] № 6334)[45].
41. ↑  Водоплавающие птицы, текст на русском и латинском языках. Многоцветная. Офсет на мелованной бумаге, перфорирована: комбинированная гребенчатая зубцовка 12:12½ (на каждые 2 сантиметра края марки приходится 12:12½ зубцов). В марочных листах 36 (6×6) и малые листы (кляйнбогены) 9 (3×3) марок. В кляйнбогенах по четыре марки  (ЦФА [АО «Марка»] № 6335), три марки  (ЦФА [АО «Марка»] № 6336) и две марки  (ЦФА [АО «Марка»] № 6334)[45].
42. ↑  Водоплавающие птицы, текст на русском и латинском языках. Многоцветная. Офсет на мелованной бумаге, перфорирована: комбинированная гребенчатая зубцовка 12:12½ (на каждые 2 сантиметра края марки приходится 12:12½ зубцов). В марочных листах 36 (6×6) и малые листы (кляйнбогены) 9 (3×3) марок. В кляйнбогенах по четыре марки  (ЦФА [АО «Марка»] № 6335), три марки  (ЦФА [АО «Марка»] № 6336) и две марки  (ЦФА [АО «Марка»] № 6334)[45].
43. ↑  Почтово-благотворительный выпуск в помощь Советскому фонду милосердия и здоровья: «Спешите делать добро!». Образ женщины олицетворяющий доброту, внимание, участливость. В центре рисунка эмблема фонда и девиз «Спешите делать добро!». Многоцветная. Офсет на мелованной бумаге, перфорирована: комбинированная гребенчатая зубцовка 12½:12 (на каждые 2 сантиметра края марки приходится 12½:12 зубцов). В марочных листах 36 (6×6) марок[46].
44. ↑  Декларация о государственном суверенитете Украины. Девушка-украинка в национальном костюме с оливковой ветвью мира в руке. Лента с памятным текстом укр. Декларація про державний суверенітет Ураїни. Дата провозглашения Декларации о суверенитете (16.07.1990 на украинском языке). Многоцветная. Офсет на мелованной бумаге, перфорирована: комбинированная гребенчатая зубцовка 12½:12 (на каждые 2 сантиметра края марки приходится 12½:12 зубцов). В марочных листах 36 (6×6) марок[46].
45. ↑  Дирижаблестроение. Изображения дирижаблей и год освоения их производства. Многоцветная. Офсет на мелованной бумаге, перфорирована: комбинированная гребенчатая зубцовка 12½:12 (на каждые 2 сантиметра края марки приходится 12½:12 зубцов). В марочных листах 36 (6×6) марок[47].
46. ↑  Дирижаблестроение. Изображения дирижаблей и год освоения их производства. Многоцветная. Офсет на мелованной бумаге, перфорирована: комбинированная гребенчатая зубцовка 12½:12 (на каждые 2 сантиметра края марки приходится 12½:12 зубцов). В марочных листах 36 (6×6) марок[47].
47. ↑  Дирижаблестроение. Изображения дирижаблей и год освоения их производства. Многоцветная. Офсет на мелованной бумаге, перфорирована: комбинированная гребенчатая зубцовка 12½:12 (на каждые 2 сантиметра края марки приходится 12½:12 зубцов). В марочных листах 36 (6×6) марок[47].
48. ↑  Дирижаблестроение. Изображения дирижаблей и год освоения их производства. Многоцветная. Офсет на мелованной бумаге, перфорирована: комбинированная гребенчатая зубцовка 12½:12 (на каждые 2 сантиметра края марки приходится 12½:12 зубцов). В марочных листах 36 (6×6) марок[47].
49. ↑  Дирижаблестроение. Изображения дирижаблей и год освоения их производства. Многоцветная. Офсет на мелованной бумаге, перфорирована: комбинированная гребенчатая зубцовка 12½:12 (на каждые 2 сантиметра края марки приходится 12½:12 зубцов). В марочных листах 36 (6×6) и малые листы (кляйнбогены) 8 (2×4) марок[47].
50. ↑  250-летие плавания В. Беринга (1681—1741) и А. Чирикова (1703—1748) к берегам Америки: корабли В. Беринга и А. Чирикова на фоне схемы экспедиции к берегам Северной Америки. Памятный текст. Многоцветная. Печать глубокая на мелованной бумаге, перфорирована: комбинированная рамочная зубцовка 12:11½ (на каждые 2 сантиметра края марки приходится 12:11½ зубцов). В марочных листах 30 (3×10) марок[48].
51. ↑  250-летие плавания В. Беринга (1681—1741) и А. Чирикова (1703—1748) к берегам Америки: корабль экспедиции у берегов Аляски. Гора Св. Ильи. Памятный текст. Многоцветная. Печать глубокая на мелованной бумаге, перфорирована: комбинированная рамочная зубцовка 12:11½ (на каждые 2 сантиметра края марки приходится 12:11½ зубцов). В марочных листах 30 (3×10) марок[48].
52. ↑  Звонницы России. Последний почтово-благотворительный выпуск СССР был осуществлён в августе 1991 года. Дополнительный сбор шёл в пользу Советского фонда культуры (ассоциации колокольного искусства). На миниатюре художник М. Осколков изобразил колокол, а под ним колокольню из села Кулига-Дракованово, звонница церкви Успения у Парома в Пскове, звонница Успенского собора Ростовского Кремля и в центре композиции — колокольню «Иван Великий» в Московском Кремле[50]. Многоцветная. Офсет на мелованной бумаге, перфорирована: комбинированная гребенчатая зубцовка 12½:12 (на каждые 2 сантиметра края марки приходится 12½:12 зубцов). В марочных листах 36 (6×6) марок[51].
53. ↑  Неделя письма. Рисунок в лирической манере: «Девочка, раскрывающая почтовый конверт». Тёмно-вишнёвая (тёмно-лилово-коричневая). Печать глубокая на мелованной бумаге, перфорирована: комбинированная рамочная зубцовка 12:11½ (на каждые 2 сантиметра края марки приходится 12:11½ зубцов). В марочных листах 100 (10×10) марок[52].
54. ↑  Предолимпийский выпуск: «XXV летние Олимпийские игры» (Барселона, Испания 25.07-09.08.1992). На многоцветных марках рисунки, символизирующие виды спорта представленные на Играх, а также достопримечательности Барселоны.  (ЦФА [АО «Марка»] № 6348) — водные соревнования: гребля на байдарках и каноэ. Изображение каравеллы Х. Колумба «Санта-Мария». Офсет на мелованной бумаге, перфорирована: комбинированная гребенчатая зубцовка 12:12½ (на каждые 2 сантиметра края марки приходится 12:12½ зубцов). В марочных листах 50 (5×10) и малые листы (кляйнбогены) 8 (2×4) марок[53].
55. ↑  Предолимпийский выпуск: «XXV летние Олимпийские игры» (Барселона, Испания 25.07-09.08.1992). На многоцветных марках рисунки, символизирующие виды спорта представленные на Играх, а также достопримечательности Барселоны.  (ЦФА [АО «Марка»] № 6349) — лёгкая атлетика: бег. Изображение церкви Саграда Фамилия (начата в 1884 году, архитектор А. Гоули). Офсет на мелованной бумаге, перфорирована: комбинированная гребенчатая зубцовка 12:12½ (на каждые 2 сантиметра края марки приходится 12:12½ зубцов). В марочных листах 50 (5×10) и малые листы (кляйнбогены) 8 (2×4) марок[53].
56. ↑  Предолимпийский выпуск: «XXV летние Олимпийские игры» (Барселона, Испания 25.07-09.08.1992). На многоцветных марках рисунки, символизирующие виды спорта представленные на Играх, а также достопримечательности Барселоны.  (ЦФА [АО «Марка»] № 6350) — игровые виды спорта: футбол. Изображение стадиона в Барселоне (1959, архитектор Л. Г. Барбон). Офсет на мелованной бумаге, перфорирована: комбинированная гребенчатая зубцовка 12:12½ (на каждые 2 сантиметра края марки приходится 12:12½ зубцов). В марочных листах 50 (5×10) и малые листы (кляйнбогены) 8 (2×4) марок[53].
57. ↑  2 октября 1991 года командир корабля Александр Волков с двумя космонавтами-исследователями Токтаром Аубакировым и гражданином Австрии Францем Фибёком на орбитальном корабле «Союз ТМ-13» стартовали с космодрома «Байконур». Для космонавтов-исследователей полёт завершился 10 октября 1991 года удачным приземлением, а Александр Волков остался на орбитальной станции «Мир» с бортинженером Сергеем Крикалёвым. На марке изображена планета Земля в космическом пространстве. Изображение государственных флагов СССР и Австрии, символизирующее совместный полёт космонавтов двух стран. Многоцветная, памятный текст. Печать глубокая на мелованной бумаге, перфорирована: рамочная зубцовка 11½ (на каждые 2 сантиметра края марки приходится 11½ зубцов). В марочных листах 50 (5×10) марок[54].
58. ↑  Сцепка из 15 марок. На многоцветных марках фрагменты праздников народов СССР. Офсет на мелованной бумаге, перфорирована: комбинированная гребенчатая зубцовка 12:12½ (на каждые 2 сантиметра края марки приходится 12:12½ зубцов). В марочных листах 36 (6×6) и 30 (5×6) марок[56].
59. ↑  Сцепка из 15 марок. На многоцветных марках фрагменты праздников народов СССР. Офсет на мелованной бумаге, перфорирована: комбинированная гребенчатая зубцовка 12½:12 (на каждые 2 сантиметра края марки приходится 12½:12 зубцов). В марочных листах 36 (6×6) и 30 (5×6) марок[56].
60. ↑  Сцепка из 15 марок. На многоцветных марках фрагменты праздников народов СССР. Офсет на мелованной бумаге, перфорирована: комбинированная гребенчатая зубцовка 12:12½ (на каждые 2 сантиметра края марки приходится 12:12½ зубцов). В марочных листах 36 (6×6) и 30 (5×6) марок[56].
61. ↑  Сцепка из 15 марок. На многоцветных марках фрагменты праздников народов СССР. Офсет на мелованной бумаге, перфорирована: комбинированная гребенчатая зубцовка 12:12½ (на каждые 2 сантиметра края марки приходится 12:12½ зубцов). В марочных листах 36 (6×6) и 30 (5×6) марок[56].
62. ↑  Сцепка из 15 марок. На многоцветных марках фрагменты праздников народов СССР. Офсет на мелованной бумаге, перфорирована: комбинированная гребенчатая зубцовка 12½:12 (на каждые 2 сантиметра края марки приходится 12½:12 зубцов). В марочных листах 36 (6×6) и 30 (5×6) марок[56].
63. ↑  Сцепка из 15 марок. На многоцветных марках фрагменты праздников народов СССР. Офсет на мелованной бумаге, перфорирована: комбинированная гребенчатая зубцовка 12:12½ (на каждые 2 сантиметра края марки приходится 12:12½ зубцов). В марочных листах 36 (6×6) и 30 (5×6) марок[56].
64. ↑  Сцепка из 15 марок. На многоцветных марках фрагменты праздников народов СССР. Офсет на мелованной бумаге, перфорирована: комбинированная гребенчатая зубцовка 12:12½ (на каждые 2 сантиметра края марки приходится 12:12½ зубцов). В марочных листах 36 (6×6) и 30 (5×6) марок[56].
65. ↑  Сцепка из 15 марок. На многоцветных марках фрагменты праздников народов СССР. Офсет на мелованной бумаге, перфорирована: комбинированная гребенчатая зубцовка 12½:12 (на каждые 2 сантиметра края марки приходится 12½:12 зубцов). В марочных листах 36 (6×6) и 30 (5×6) марок[56].
66. ↑  Сцепка из 15 марок. На многоцветных марках фрагменты праздников народов СССР. Офсет на мелованной бумаге, перфорирована: комбинированная гребенчатая зубцовка 12:12½ (на каждые 2 сантиметра края марки приходится 12:12½ зубцов). В марочных листах 36 (6×6) и 30 (5×6) марок[56].
67. ↑  Сцепка из 15 марок. На многоцветных марках фрагменты праздников народов СССР. Офсет на мелованной бумаге, перфорирована: комбинированная гребенчатая зубцовка 12½:12 (на каждые 2 сантиметра края марки приходится 12½:12 зубцов). В марочных листах 36 (6×6) и 30 (5×6) марок[56].
68. ↑  Сцепка из 15 марок. На многоцветных марках фрагменты праздников народов СССР. Офсет на мелованной бумаге, перфорирована: комбинированная гребенчатая зубцовка 12½:12 (на каждые 2 сантиметра края марки приходится 12½:12 зубцов). В марочных листах 36 (6×6) и 30 (5×6) марок[56].
69. ↑  Сцепка из 15 марок. На многоцветных марках фрагменты праздников народов СССР. Офсет на мелованной бумаге, перфорирована: комбинированная гребенчатая зубцовка 12:12½ (на каждые 2 сантиметра края марки приходится 12:12½ зубцов). В марочных листах 36 (6×6) и 30 (5×6) марок[56].
70. ↑  Сцепка из 15 марок. На многоцветных марках фрагменты праздников народов СССР. Офсет на мелованной бумаге, перфорирована: комбинированная гребенчатая зубцовка 12:12½ (на каждые 2 сантиметра края марки приходится 12:12½ зубцов). В марочных листах 36 (6×6) и 30 (5×6) марок[56].
71. ↑  Сцепка из 15 марок. На многоцветных марках фрагменты праздников народов СССР. Офсет на мелованной бумаге, перфорирована: комбинированная гребенчатая зубцовка 12½:12 (на каждые 2 сантиметра края марки приходится 12½:12 зубцов). В марочных листах 36 (6×6) и 30 (5×6) марок[56].
72. ↑  Сцепка из 15 марок. На многоцветных марках фрагменты праздников народов СССР. Офсет на мелованной бумаге, перфорирована: комбинированная гребенчатая зубцовка 12½:12 (на каждые 2 сантиметра края марки приходится 12½:12 зубцов). В марочных листах 36 (6×6) и 30 (5×6) марок[56].
73. ↑  Победа демократических сил 21 августа 1991 года: Владимир Усов (1954—20.08.1991). На многоцветных марках портреты погибших в дни августовских событий 1991 года в Москве. Показано стилизованное изображение флага России и медали «Золотая Звезда». Печать глубокая на мелованной бумаге, перфорирована: рамочная зубцовка 11½ (на каждые 2 сантиметра края марки приходится 11½ зубцов). В марочных листах 50 (10×5) марок[57].
74. ↑  Победа демократических сил 21 августа 1991 года: Илья Кричевский (1963—20.08.1991). На многоцветных марках портреты погибших в дни августовских событий 1991 года в Москве. Показано стилизованное изображение флага России и медали «Золотая Звезда». Печать глубокая на мелованной бумаге, перфорирована: рамочная зубцовка 11½ (на каждые 2 сантиметра края марки приходится 11½ зубцов). В марочных листах 50 (10×5) марок[57].
75. ↑  Победа демократических сил 21 августа 1991 года: Дмитрий Комарь (1968—20.08.1991). На многоцветных марках портреты погибших в дни августовских событий 1991 года в Москве. Показано стилизованное изображение флага России и медали «Золотая Звезда». Печать глубокая на мелованной бумаге, перфорирована: рамочная зубцовка 11½ (на каждые 2 сантиметра края марки приходится 11½ зубцов). В марочных листах 50 (10×5) марок[57].
76. ↑  Последний почтовый блок СССР[1][50] (9×6,5 см): Здание Правительства (архитектор Д. Чечулин, 1970-е г.г.). На многоцветной марке в блоке Дом Советов РСФСР, баррикады у его стен, флаги Демократической России. На полях блока памятный текст и цвета знамени Демократической России. Печать глубокая на мелованной бумаге, перфорирована: рамочная зубцовка 12 (на каждые 2 сантиметра края марки приходится 12 зубцов)[59].
77. ↑  Избрание первого президента России Б.Н. Ельцина 12 июня 1991 года. На многоцветных марках здание Дома Советов РСФСР (архитектор Д. Чечулин, 1970-е г.г.), флаг Демократической России. Памятный текст. Печать глубокая на мелованной бумаге, перфорирована: рамочная зубцовка 11½ (на каждые 2 сантиметра края марки приходится 11½ зубцов). В марочных листах 50 (10×5) марок[60].
78. 1 2 3  Продолжение серии[61].
79. ↑  Продолжение серии «Музыкальные инструменты народов СССР». Молдавские народные инструменты: на многоцветных марках флуер, чимпой, кобза, цамбал, най. Памятный текст. Гравюра на металле С. Кузнецова. Печать глубокая в сочетании с металлографией на мелованной бумаге, перфорирована: комбинированная рамочная зубцовка 12:11½ (на каждые 2 сантиметра края марки приходится 12:11½ зубцов). В марочных листах 30 (3×10) марок[61].
80. ↑  Продолжение серии «Музыкальные инструменты народов СССР». Латышские народные инструменты: на многоцветных марках стабуле, ганурагс, кокле, дига, сиетыньш. Памятный текст. Гравюра на металле В. Казанцева. Печать глубокая в сочетании с металлографией на мелованной бумаге, перфорирована: комбинированная рамочная зубцовка 12:11½ (на каждые 2 сантиметра края марки приходится 12:11½ зубцов). В марочных листах 30 (3×10) марок[61].
81. ↑  Продолжение серии «Музыкальные инструменты народов СССР». Киргизские народные инструменты: на многоцветных марках чоор, сарбаснай, комузы. Памятный текст. Гравюра на металле Г. Зотова. Печать глубокая в сочетании с металлографией на мелованной бумаге, перфорирована: комбинированная рамочная зубцовка 12:11½ (на каждые 2 сантиметра края марки приходится 12:11½ зубцов). В марочных листах 30 (3×10) марок[61].
82. ↑  Стилизованный рисунок. Ветви украшенной новогодней ёлки, игрушки, подарки, снеговик. Текст: «С Новым годом!» Многоцветная. Офсет на мелованной бумаге, перфорирована: комбинированная гребенчатая зубцовка 12:12½ (на каждые 2 сантиметра края марки приходится 12:12½ зубцов). В марочных листах 50 (5×10) и малые листы (кляйнбогены) 8 (2×4) марок[62].
83. ↑  Портрет русского историка В. Н. Татищева (1686—1750), выполненный на основе гравюры XVIII века «Никита Зотов обучает Петра I разным наукам». Коричневая, охристо-жёлтая, чёрная. Глубокая печать в сочетании с металлографией, перфорирована: рамочная зубцовка 11½ (на каждые 2 сантиметра края марки приходится 11½ зубцов). В марочных листах 50 (10×5) марок[64].
84. ↑  Портрет русского историка Н. М. Карамзина (1766—1826), выполненный по мотивам книжных иллюстраций. Фон представлен гравюрой XVIII века «Приём Екатериной II джунгарского посла». Красно-лиловая, чётная. Глубокая печать в сочетании с металлографией, перфорирована: рамочная зубцовка 11½ (на каждые 2 сантиметра края марки приходится 11½ зубцов). В марочных листах 50 (10×5) марок[64].
85. ↑  Портрет русского историка С. М. Соловьёва (1820—1879), выполненный по мотивам книжных иллюстраций. В качестве фона — рисунок: книжная миниатюра XVI «Строительство белокаменного Кремля в Москве». Красно-коричневая, охристо-жёлтая. Глубокая печать в сочетании с металлографией, перфорирована: рамочная зубцовка 11½ (на каждые 2 сантиметра края марки приходится 11½ зубцов). В марочных листах 50 (10×5) марок[64].
86. ↑  Портрет русского историка В. О. Ключевского (1844—1911), выполненный по фотографии 1895 года. В качестве фона — репродукция картины А. Д. Кившенко «Иван III разрывает ханскую грамоту с требованием дани». Коричневая, охристо-жёлтая, чёрная. Глубокая печать в сочетании с металлографией, перфорирована: рамочная зубцовка 11½ (на каждые 2 сантиметра края марки приходится 11½ зубцов). В марочных листах 50 (10×5) марок[64].
87. 1 2  Ниже приведён перечень стандартных марок (с возможностью сортировки по номиналу, тиражу и дате введения в обращение).
88. ↑  Сохраним жизнь на Земле! Ребёнок — символический человек, которому принадлежит будущее, — на фоне планеты Земля, украшенной ветвями растений. Оливковая. Офсетная печать на офсетной бумаге, перфорирована: комбинированная гребенчатая зубцовка 12½:12 (на каждые 2 сантиметра края марки приходится 12½:12 зубцов). В марочных листах 50 (10×5) марок[68].
89. ↑  Освоение Арктики. Атомный ледокол в полярных льдах на фоне фрагмента контурной карты Северного полушария Земли. Вертолёт в ледовой разведке. Чёрно-серая. Офсетная печать на офсетной бумаге, перфорирована: комбинированная гребенчатая зубцовка 12½:12 (на каждые 2 сантиметра края марки приходится 12½:12 зубцов). В марочных листах 50 (10×5) марок[69].
90. ↑  Сохраним мир на Земле! Земной шар, украшенный пальмовой ветвью мира. Ультрамариновая. Офсетная печать на офсетной бумаге, перфорирована: комбинированная гребенчатая зубцовка 12½:12 (на каждые 2 сантиметра края марки приходится 12½:12 зубцов). В марочных листах 50 (10×5) марок[70].
91. ↑  Транспортные средства почты XIX века: почтовая карета, паровоз с почтовым вагоном, парусное судно и пароход. Светло-коричневая. Офсетная печать на мелованной бумаге, перфорирована: комбинированная гребенчатая зубцовка 12:12½ (на каждые 2 сантиметра края марки приходится 12:12½ зубцов). 18 апреля[74] (по каталогу «Michel» — 18 марта[25]) 1991 выпущен второй тираж  (ЦФА [АО «Марка»] № 6298А)  (Mi #6177IAw): марка  (ЦФА [АО «Марка»] № 6298)  (Mi #6177IAv) на простой бумаге, офсетная печать, а также разновидность  (ЦФА [АО «Марка»] № 6298Б)[75]  (Mi #6177IBw) светло-коричневая на офсетной бумаге, без зубцов. В марочных листах 100 (10×10) марок, суммарный тираж разновидностей составил 1 000 000 экземпляров, а отдельный дополнительный тираж беззубцовой марки  (ЦФА [АО «Марка»] № 6298Б)[75]  (Mi #6177IBw) — ещё 50 000 000 штук[74][25][75].
92. ↑  Современные транспортные средства почты: почтовый автомобиль, вагон, теплоход, вертолёт и самолёт. Голубая. Офсетная печать на мелованной бумаге, перфорирована: комбинированная гребенчатая зубцовка 12:12½ (на каждые 2 сантиметра края марки приходится 12:12½ зубцов). 18 апреля[74] (по каталогу «Michel» — 18 марта[25]) 1991 выпущен второй тираж  (ЦФА [АО «Марка»] № 6299А)  (Mi #6178IAw): марка  (ЦФА [АО «Марка»] № 6299)  (Mi #6178IAv) на простой бумаге, офсетная печать, а также разновидность  (ЦФА [АО «Марка»] № 6299Б)  (Mi #6178IICw) на офсетной бумаге, рамочная зубцовка 12:11½ (на каждые 2 сантиметра края марки приходится 12:11½ зубцов), дата начала эмиссии 25 июня 1991 года[74][25]. В марочных листах 100 (10×10) марок, суммарный тираж разновидностей составил 1 000 000 экземпляров[74][25][75].
93. ↑  Освоение космоса. Лилово-фиолетовая[3]. Офсетная печать на мелованной бумаге, перфорирована: комбинированная гребенчатая зубцовка 12:12½ (на каждые 2 сантиметра края марки приходится 12:12½ зубцов). 18 апреля[74] (по каталогу «Michel» — 18 марта[25]) 1991 выпущен второй тираж  (ЦФА [АО «Марка»] № 6300А)  (Mi #6179IAw): марка  (ЦФА [АО «Марка»] № 6300)  (Mi #6179IAv) на простой бумаге, офсетная печать. В марочных листах 100 (10×10) марок[74][25][75].
94. ↑  Средства космической связи. Сине-фиолетовая. Офсетная печать на мелованной бумаге, перфорирована: комбинированная гребенчатая зубцовка 12:12½ (на каждые 2 сантиметра края марки приходится 12:12½ зубцов). 18 апреля[74] (по каталогу «Michel» — 18 марта[25]) 1991 выпущен второй тираж  (ЦФА [АО «Марка»] № 6301А)  (Mi #6180IAw): марка  (ЦФА [АО «Марка»] № 6301)  (Mi #6180IAv) на простой бумаге, офсетная печать. В марочных листах 100 (10×10) марок[74][25][75].
95. ↑  Данных о номинале и тираже нет в АИ. В каталоге Соловьёва дата выпуска указана неверно[7][82].
96. 1 2 3 4 5 6 7 8 9 10 11 12 13  Указано на карточке.
97. 1 2 3 4 5 6 7 8 9 10 11 12 13  Указано на карточке.
98. ↑  Данных о номинале и тираже нет в АИ. В каталоге Соловьёва дата выпуска указана неверно[82][7].
99. ↑  Данных о номинале и тираже нет в АИ. В каталоге Соловьёва дата выпуска указана неверно[82][7].
100. ↑  Данных о номинале и тираже нет в АИ. В каталоге Соловьёва дата выпуска указана неверно[82][7].
101. ↑  Данных о номинале и тираже нет в АИ. В каталоге Соловьёва дата выпуска указана неверно[82][7].
102. ↑  Данных о номинале и тираже нет в АИ[82][7].
103. ↑  Данных о номинале и тираже нет в АИ. В каталоге Соловьёва дата выпуска указана неверно[82][7].
104. ↑  Данных о номинале и тираже нет в АИ. В каталоге Соловьёва дата выпуска указана неверно (ноябрь 1990 года)[82][7].
105. ↑  Данных о номинале и тираже нет в АИ[82][7].
106. ↑  Данных о номинале и тираже нет в АИ[82][7].
107. ↑  Данных о номинале и тираже нет в АИ[82][7].
108. ↑  Данных о номинале и тираже нет в АИ[82][7].
109. ↑  Данных о номинале и тираже нет в АИ[82][7].
110. ↑  Данных о номинале и тираже нет в АИ. В каталоге Соловьёва дата выпуска указана неверно[8][84].
111. ↑  Данных о номинале и тираже нет в АИ. В каталоге Соловьёва дата выпуска указана неверно[8][84].
112. ↑  Данных о номинале и тираже нет в АИ. В каталоге Соловьёва дата выпуска указана неверно[8][84].
113. ↑  Данных о номинале и тираже нет в АИ. В каталоге Соловьёва дата выпуска указана неверно[8][84].
114. ↑  Данных о номинале и тираже нет в АИ. В каталоге Соловьёва дата выпуска указана неверно[8][84].
115. ↑  Данных о номинале и тираже нет в АИ[8][84].
116. ↑  Данных о номинале и тираже нет в АИ[8][84].
117. ↑  Данных о номинале и тираже нет в АИ[8][84].
118. ↑  Данных о номинале и тираже нет в АИ[8][84].
119. ↑  Данных о номинале и тираже нет в АИ[8][84].
120. ↑  Данных о номинале и тираже нет в АИ[8][84].
121. ↑  Данных о номинале и тираже нет в АИ[8][84].
122. ↑  Данных о номинале и тираже нет в АИ[8][84].